# Столлберг-Рилингер, Барбара
Барбара Столлберг-Рилингер (родилась 17 июля 1955 года в Бергиш-Гладбахе) — немецкий историк, член Британской академии. Исследовательница раннего Нового времени. Возглавляла кафедру истории раннего Нового времени в Мюнстерском университете. Барбара Столлберг-Рилингер — одна из ведущих исследователей, изучающих конституционную историю Священной Римской империи на основе символико-ритуальных форм коммуникации.

## Карьера
Барбара изучала немецкий язык и литературу, историю и историю искусства в Кёльнском университете, который окончила в 1980 году. В 1985 году получила докторскую степень в области средневековой и новой истории, древней истории и немецкой филологии. В 1994 году завершила процедуру хабилитации в Кёльнском университете. С 1997 года возглавляла кафедру ранней современной истории Мюнстерского университета. Первую профессорскую должность получила в Историческом институте Кёльнского университета. В июле 2017 года была избрана членом Британской академии. С 2018 года является ректором Берлинского института перспективных исследований.

## Политические позиции — Критика со стороны «Jüdische Allgemeine»
В декабре 2020 года Барбара Столлберг-Рилингер, в числе многих, подписала «Инициативу GG 5.3 Открытость», направленную против резолюции Бундестага 2019 года, осуждающую антиизраильское движение BDS (Boycott, Divestment and Sanctions). Инициаторов и подписантов обвинили в игнорировании того факта, что BDS отрицает право Израиля на существование.

## Награды и почести
- Премия Лейпцигской книжной ярмарки (документальная литература): «Maria Theresia. Die Kaiserin in ihrer Zeit» (2017)
- Премия Зигмунда Фрейда в области научной прозы: «Maria Theresia. Die Kaiserin in ihrer Zeit» (2017)
- Премия Исторической коллегии Баварской академии гуманитарных наук (2013)[4]
- Премия за инновации федеральной земли Северный Рейн-Вестфалия (2012)[4]
- Почётная докторская степень Высшей нормальной школы Лиона (2006)[4]
- Премия Готфрида-Вильгельма-Лейбница от Немецкого научно-исследовательского общества (2005)[4].

### Критические исследования и обзоры работ Столльберга-Рилингера
«Много шума из ничего?»
- Luebke, David M. (Spring 2011). Too little ado about plenty : comment on Barbara Stollberg-Rilinger's lecture, Washington DC, November 11, 2011. Bulletin of the German Historical Institute. 48: 25–31.